# Caspiohydrobia convexa
Caspiohydrobia convexa is een slakkensoort uit de familie van de Hydrobiidae. De wetenschappelijke naam van de soort is voor het eerst geldig gepubliceerd in 1966 door Logvinenko & Starobogatov in Golikov & Starobogatov.